# Maurice LeClair
Pour les articles homonymes, voir LeClair.
J. Maurice LeClair (né le 19 juin 1927 à Sayabec et mort le 25 avril 2020 à Montréal) est un médecin, homme d'affaires, fonctionnaire et universitaire canadien.

## Biographie

### Éducation
Maurice LeClair naît à Sayabec, au Québec. Son père, hôtelier à l'ancien Hôtel Canada à Waterloo dans les Cantons-de-l'Est, est originaire du Nouveau-Brunswick et sa mère de Cabano, au Québec. Son père l'encourage à quitter le Collège Saint-Laurent et le cours classique pour s'inscrire en sciences à l'Université McGill où il obtient un baccalauréat ès sciences en 1947 et un doctorat en médecine en 1951. En 1953, il devient médecin de famille à Shawinigan, au Québec, où il rencontre Pauline Héroux avec qui il aura six enfants. En 1955, il est membre de la Mayo Clinic à Rochester et, en 1958, il reçoit une maîtrise ès sciences en médecine de l'Université du Minnesota. Il se spécialise en médecine interne et en hématologie.   

### Carrière
En 1958, il est spécialiste en médecine interne à l'hôpital Notre-Dame. En 1962, il occupe le poste de vice-doyen de la Faculté de médecine de l'Université de Montréal et de chef du département en 1965. En 1967, il est vice-doyen, puis, en 1968, doyen de la Faculté de médecine de l'Université de Sherbrooke. Durant son passage à l'Université de Sherbrooke, afin de soutenir la recherche, il met en place une distribution équitable des revenus pour les cliniciens et les fondamentalistes. De 1968 à 1970, il est vice-président du Conseil de recherches médicales du Canada.  
De 1970 à 1974, Maurice LeClair est nommé sous-ministre de la Santé sous Pierre Elliott Trudeau du Parti libéral du Canada. En 1974, avec Marc Lalonde, ministre national de la Santé et du Bien-être social, ainsi que Hubert Laframboise, directeur général de la direction de la planification des services de santé à long terme au même Ministère, et son équipe, dont Huguette Labelle (en), infirmière conseillère principale aussi au même Ministère, Maurice LeClair participe à la réalisation du document Nouvelle perspective de la santé des Canadiens,, connu en tant que Rapport Lalonde (en),. Ce document fondateur, qui marque l'histoire des politiques des soins de santé au Canada, valorise une conception globale de la santé articulée autour de quatre grands axes : la biologie humaine, l'environnement, les habitudes de vie et l'organisation des soins de santé,. Nouvelle perspective de la santé des Canadiens gagne d'abord une réputation internationale lorsque Ivan Illich souligne le courage du rapport dans son livre Medical Nemesis: The Expropriation of Health publié en 1975. Peu après la publication du rapport, les universités de Harvard, Johns Hopkins et Berkeley recommandent sa lecture à leurs étudiants. La Grande-Bretagne, les États-Unis et la Suède s'inspirent du concept de santé holistique décrit dans le rapport pour accorder plus d'importance aux mesures sociales qu'aux services curatifs. En 1974, Maurice LeClair rejoint le ministère des Sciences et de la Technologie et, en 1976, le Conseil du Trésor.  
En 1979, il est nommé vice-président du Canadien national, puis président-directeur général et administrateur de 1982 à 1986. En octobre 1986, le Canadien National devient la première société de la Couronne à offrir un service de garde en milieu de travail, soit le centre de la petite enfance La Gare de Rires. À partir de 1984, des employés font valoir l'intérêt d'offrir ce service aux familles. Maurice LeClair, alors grand-père, appuie le projet, conscient de la nécessité pour les employés de concilier le travail et la vie de famille. De 1987 à 1992, il est vice-président de la Banque canadienne impériale de commerce (CIBC). Maurice LeClair, reconnu pour son esprit ouvert et novateur (p. 5),, est récipiendaire de doctorats honorifiques des universités de Sherbrooke, McMaster et McGill. 

## Distinctions
- 1980 : Officier de l'Ordre du Canada[20]
- 1985 : Compagnon de l'Ordre du Canada[20]
- 2004 : Intronisé au Temple de la renommée médicale canadienne[12]

## Publications
- (en) Maurice LeClair, « Nutrition in Canada's Health Care », Nutrition Today, vol. 6, no 6,‎ décembre 1971, p. 3-4 (lire en ligne)
- Maurice LeClair, « L'avenir de la médecine au Canada », L'union médicale du Canada, vol. 101,‎ novembre 1972, p. 2329-2332
- (en) Maurice LeClair, « Historical Percpective: The Canadian Health Care System », dans National Health Insurance: Can We Learn from Canada?, New York, John Wiley & Sons, 1975, p. 11-93